# Cobra Gold
Cobra Gold (en thaï : คอบร้าโกลด์) est un exercice militaire multinational indo-pacifique organisé en Thaïlande. Il est parmi les plus grands exercices annuels de son genre.

## Vue d’ensemble

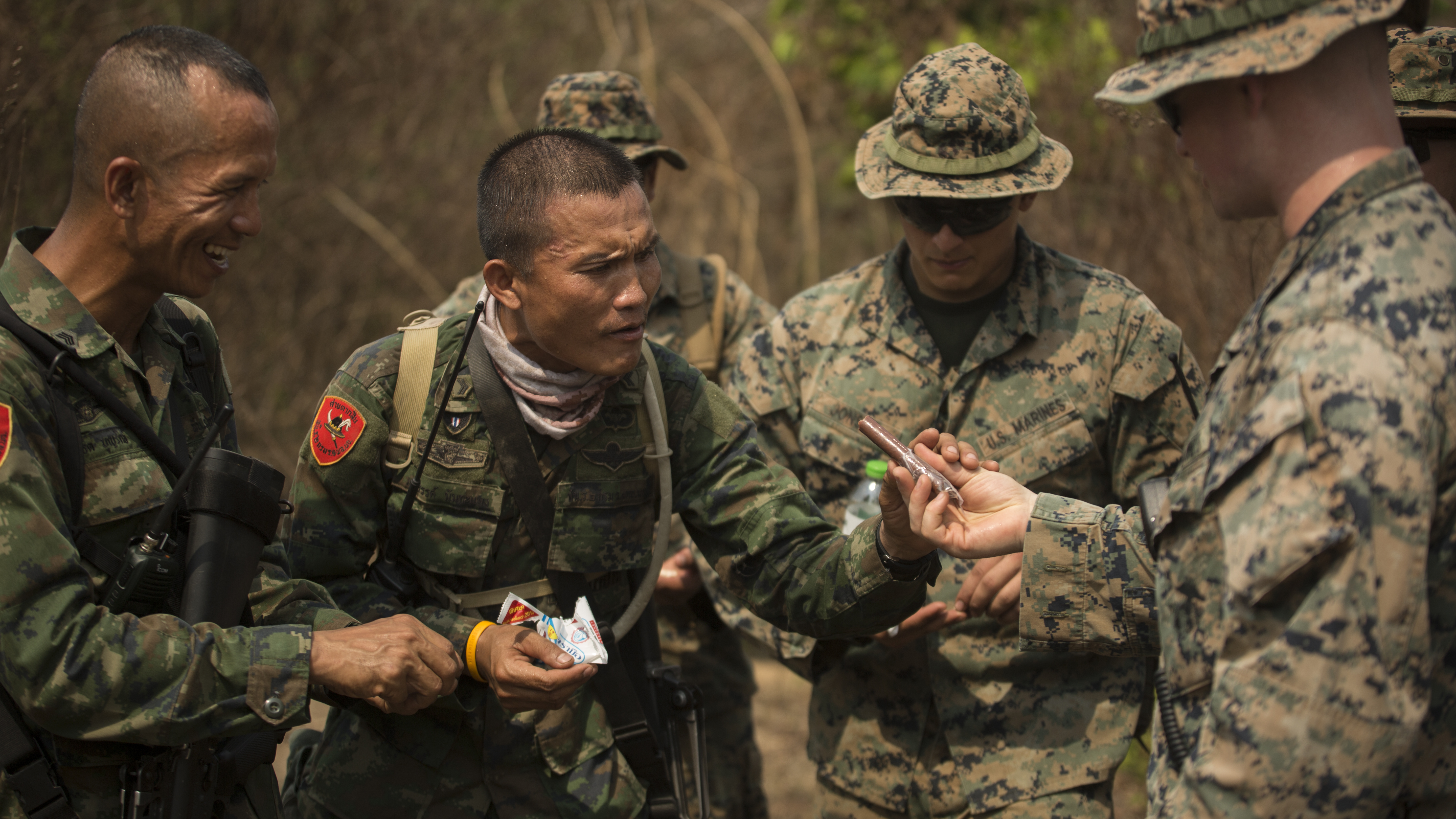
Des militaires thaïlandais et américains s’entraînent ensemble pendant Cobra Gold 2020.

Cobra Gold a été organisé pour la première fois en 1982 dans le but d’améliorer la coordination entre les forces armées des États-Unis et celles de la Thaïlande dans les efforts militaires et humanitaires[réf. souhaitée].

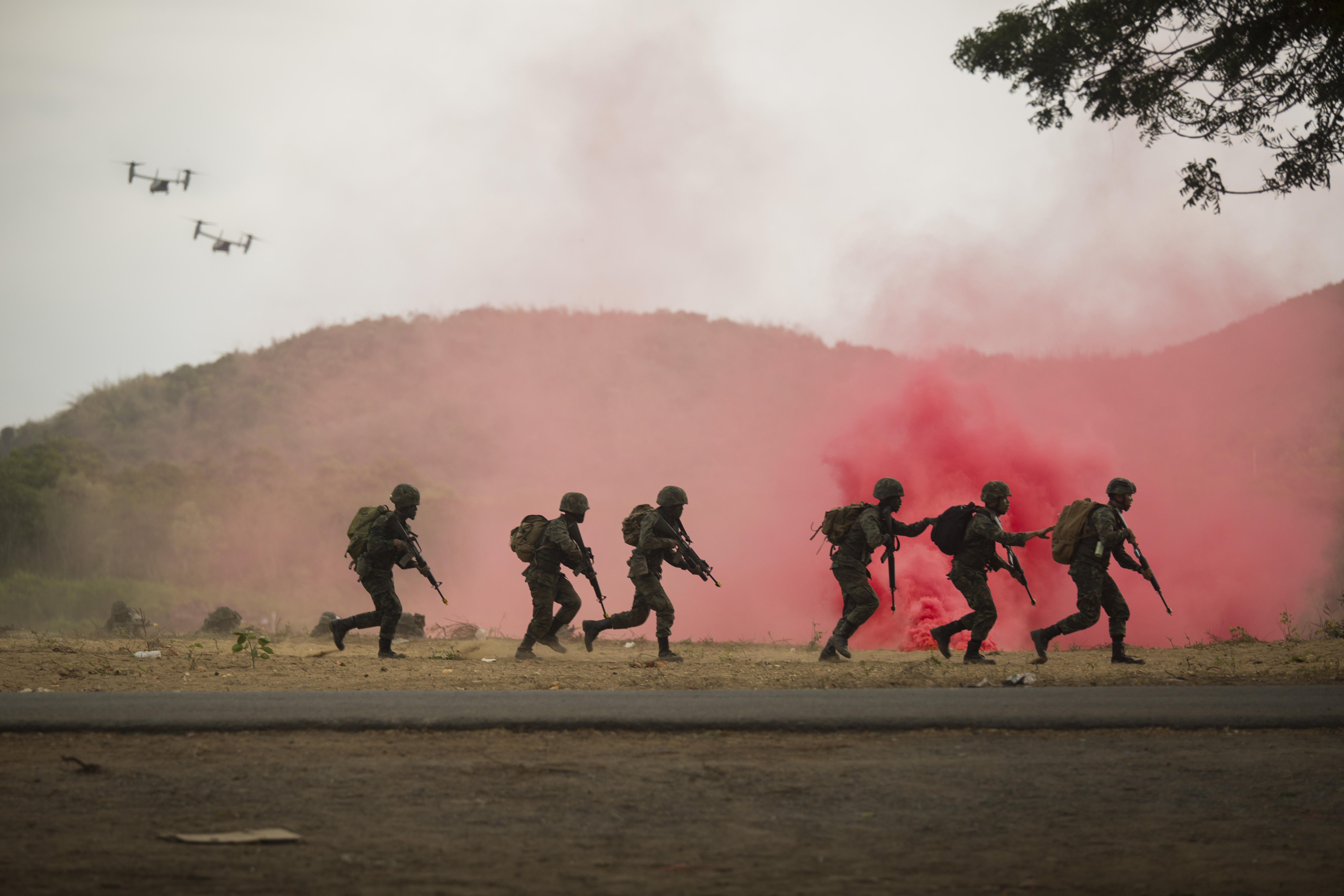
Les Marines américains attaquent la plage dans le cadre du débarquement amphibie sur la plage de Hat Yao, en Thaïlande, pendant Cobra Gold 2020

À partir de 2021, Cobra Gold voit se dérouler plusieurs activités différentes qui mettent l’accent sur la sécurité régionale et les réponses efficaces aux crises régionales. Le premier est l’exercice de tir réel interarmes (CALFEX), dans le cadre duquel des cibles prédéterminées sont visées à balles réelles au fur et à mesure que les troupes avancent et se rapprochent de leur cible. Un second est un exercice de poste de commandement (CPX) dans lequel pendant plusieurs jours des officiers participent à des jeux de guerre informatisés, simulent l’envoi de secours en cas de catastrophe ou des missions humanitaires. Un exercice amphibie (AMPHIBEX) combine des capacités de mouvement entre les navires et la terre ferme, avec une intégration entre les forces armées royales thaïlandaises et l’armée américaine, avec des forces alliées, cela dépend des développements opérationnels.
En 2020, Cobra Gold a introduit une opération de neutralisation des mines terrestres, et a vu le premier déploiement de l’avion de combat F-35B Lightning II du Corps des Marines des États-Unis et du système de roquettes d’artillerie à haute mobilité (HIMARS).
À partir de 2021, Cobra Gold s’est élargi pour inclure 27 pays, dont l’Indonésie, le Japon, la Malaisie, Singapour, la Corée du Sud et d’autres pays d’Asie du Sud et de l’océan Pacifique. La Chine a été admise aux exercices Cobra Gold pour la première fois en 2015, bien que les forces militaires chinoises n’aient été autorisées à participer qu’à une formation à l’aide humanitaire[réf. souhaitée]. La plupart des nations participent à Cobra Gold en tant qu’observateurs plutôt qu’en tant que participants. En 2020, les pays suivants ont participé à l’exercice :
- Participants : États-Unis, Thaïlande, Singapour, Corée du Sud, Indonésie, Japon et Malaisie
- Observateurs : Allemagne, Brunei, Laos, Cambodge, Israël, Vietnam, Pakistan, Sri Lanka, Brésil et Suède
- Équipe multinationale de renforcement de la planification : Australie, Canada, France, Royaume-Uni, Népal, Philippines, Fidji et Nouvelle-Zélande
- Autres : Chine et Inde[4].

## Exercices Cobra Gold 2013-2016

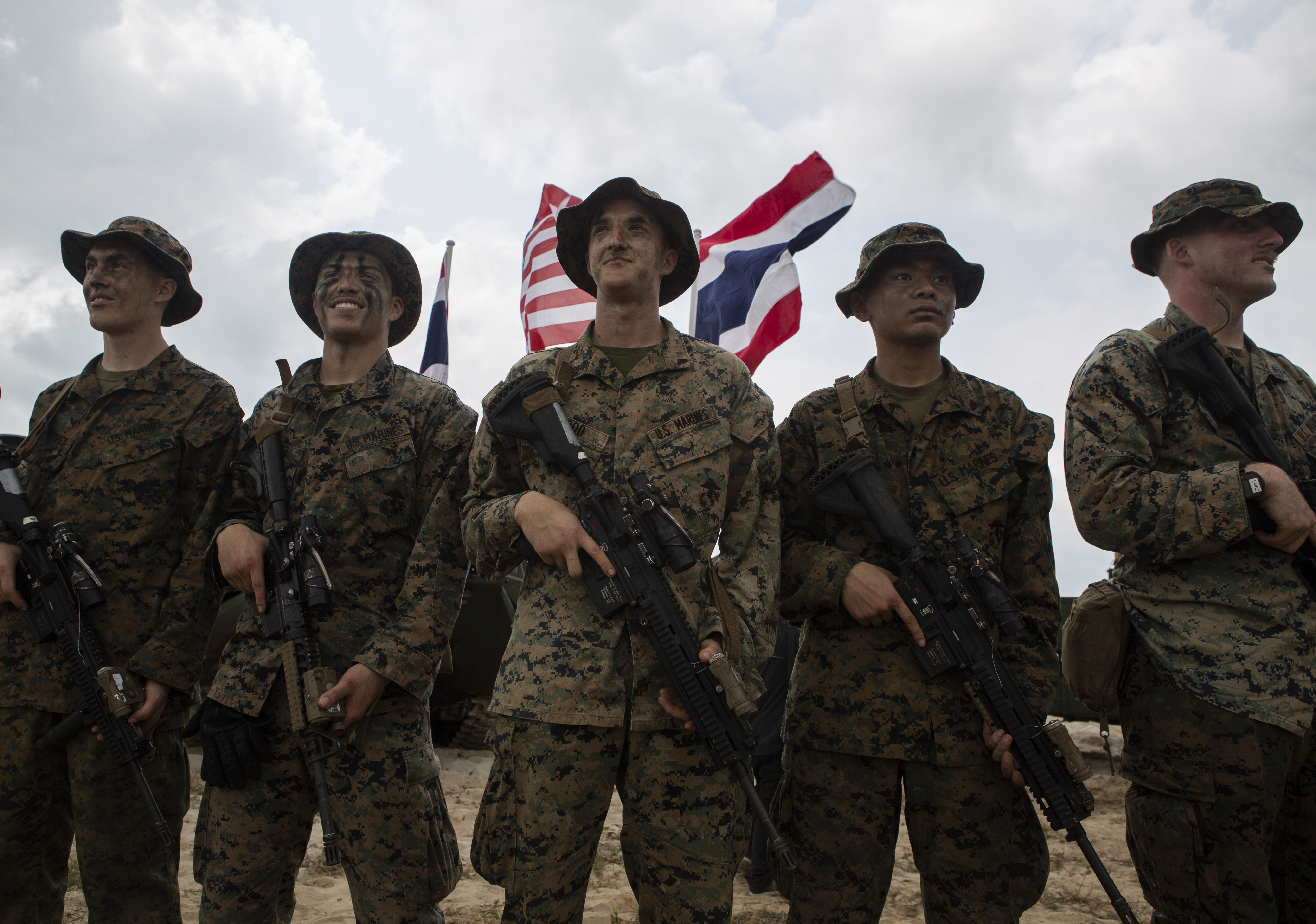
Des Marines américains participent au débarquement amphibie sur la plage de Hat Yao, en Thaïlande, lors de Cobra Gold 2020.

Les participants à Cobra Gold 2013 comprenaient les États-Unis, l’Indonésie, le Japon, la Malaisie, Singapour, la Corée du Sud et la Thaïlande. Vingt autres pays y ont participé en qualité d’observateurs. Pour la première fois, la Birmanie a participé à l’exercice (en tant qu’observateur). Les activités tenues pendant Cobra Gold 2013 comprenaient un débarquement amphibie impliquant des avions de chasse et d’assaut au sol, des hélicoptères d'attaque et des péniches de débarquement. Il y avait aussi des raids militaires simulés impliquant de petits bateaux et des hélicoptères ; un exercice d’évacuation impliquant la population civile ; un exercice interarmes qui s’est déroulé pendant que des tirs réels se produisaient au-dessus des têtes des soldats et à proximité ; et des formations à la guerre dans la jungle, biologique, chimique, nucléaire et radiologique.
L’amiral Samuel J. Locklear III, commandant du Commandement des États-Unis dans le Pacifique, a décrit Cobra Gold comme « l’exercice phare du Pacifique » en 2014 et a noté qu’il s’agissait de l’un des plus grands exercices militaires multinationaux auxquels participent les forces armées américaines.
Les États-Unis ont réduit leur participation à Cobra Gold 2015 parce qu’ils désapprouvaient le coup d'État militaire en Thaïlande en 2014. Les États-Unis ont envoyé seulement 3 600 soldats à l’exercice en 2015, contre 4 300 en 2014. Ils ont également annulé l’exercice dans lequel les troupes s’entraînaient sous le feu réel lors d’un débarquement amphibie. Cependant, les forces militaires américaines ont participé à un exercice d’entraînement à l’évacuation des civils et à un exercice d’entraînement sur le terrain en coopération avec les forces militaires d’autres pays. Plus de 13 000 militaires de six pays ont participé à Cobra Gold 2015, tandis que d’autres pays ont participé en tant qu’observateurs. 
Les États-Unis ont reporté leur participation à une réunion de mars 2015 avec la Thaïlande pour commencer à planifier Cobra Gold 2016. Les responsables militaires américains ont indiqué qu’ils pourraient annuler purement et simplement l’exercice en signe de protestation contre le maintien du régime militaire en Thaïlande.

## Exercice Cobra Gold 2017

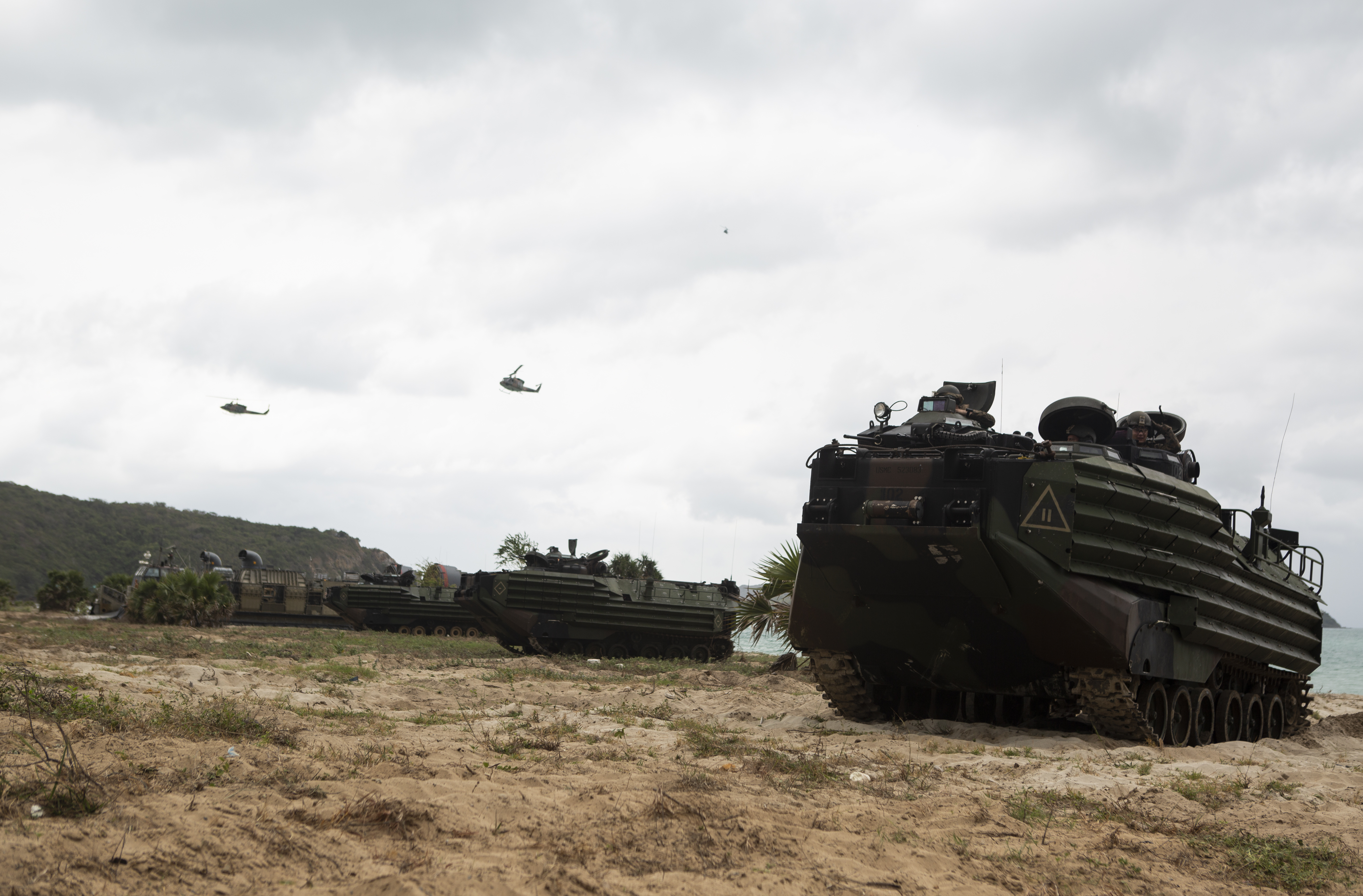
Véhicules amphibies d’assaut (AAV) des Marines américains lors d’un débarquement amphibie sur une plage pendant Cobra Gold 2020.

En 2017, 29 pays ont participé à Cobra Gold, directement ou en tant qu’observateurs. Cette édition marquait le 36e anniversaire de l’exercice Cobra Gold. Cobra Gold 2017 visait à améliorer les capacités des pays participants, notamment en menant des opérations conjointes et en établissant des relations bilatérales. En outre, il visait à renforcer les relations entre la Thaïlande et les États-Unis après la prise de pouvoir par les militaires thaïlandais en 2014, qui a causé une détérioration des relations entre la Thaïlande et les États-Unis. Les exercices sur le terrain comprenaient diverses méthodes d’entraînement, telles qu’une démonstration d’assaut amphibie, une mission de neutralisation des explosifs et munitions (Explosive Ordnance Disposal), un soutien aérien rapproché (Close air support), un exercice de tir réel interarmes (CALFEX) et un exercice d’engagement stratégique utilisant divers types d’armes. La formation à l’action civilo-militaire comprenait l’aide humanitaire et l’évacuation de ressortissants (RESEVAC). Le RESEVAC était dirigé par la Force aérienne d'autodéfense japonaise (JASDF) lors des opérations de secours en cas de catastrophe. Une opération RESEVAC vise à déplacer la population civile hors des zones dangereuses créées par une catastrophe naturelle.
En 2018, les États-Unis ont exhorté le Myanmar à quitter son statut d’observateur en raison du conflit avec les Rohingyas.

## Exercice Cobra Gold 2020

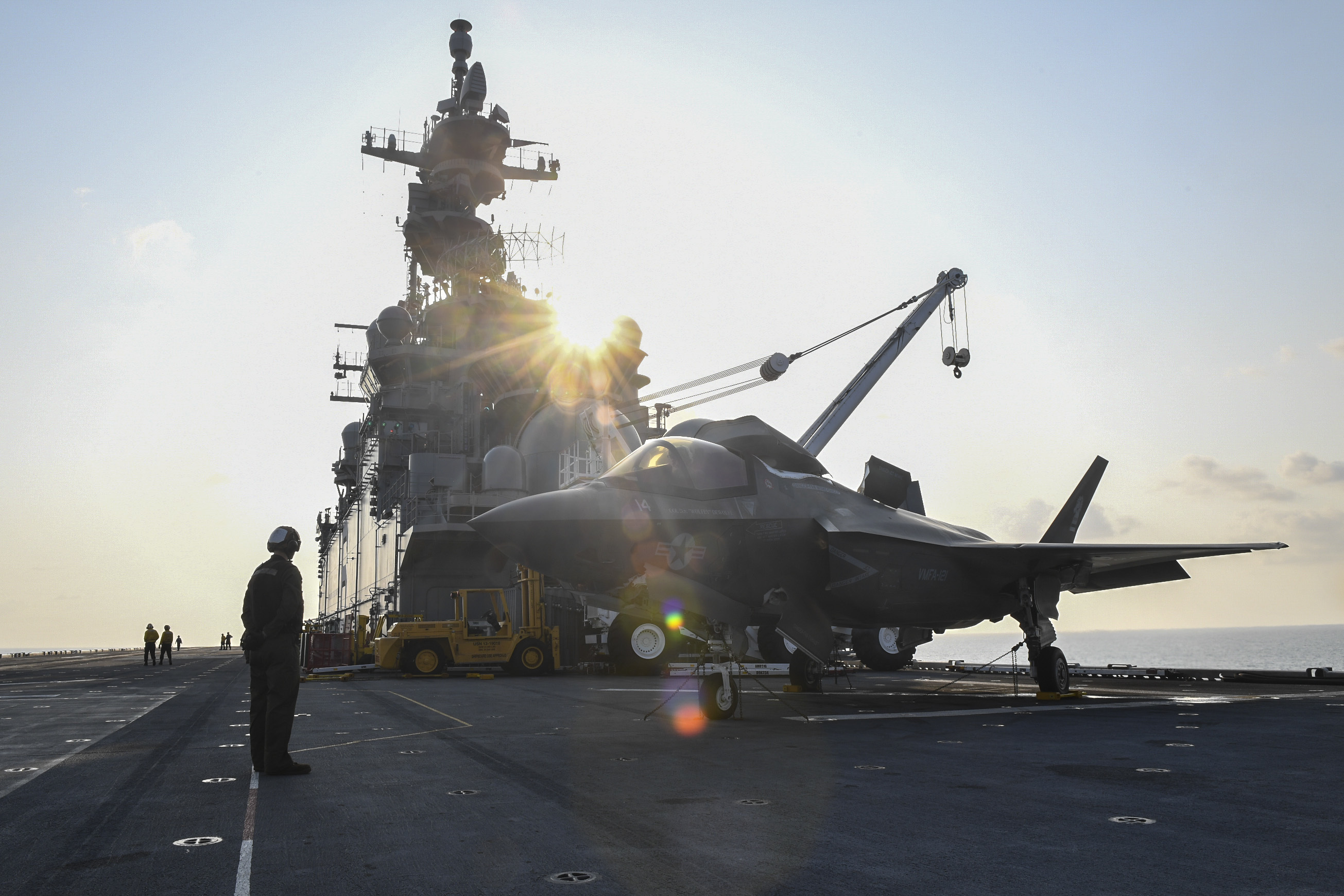
F-35B des marines américains effectuant des opérations aériennes pendant Cobra Gold 2020.

Vingt-sept nations ont participé à la 39e édition de Cobra Gold, du 25 février au 6 mars 2020. Cobra Gold 20 visait à renforcer les capacités des pays participants à planifier et à mener des opérations combinées et conjointes, à établir des relations entre les pays participants de la région et à améliorer l’interopérabilité dans une large gamme d’activités, notamment le renforcement de la sécurité maritime, la prévention et l’atténuation des menaces de maladies émergentes et la réponse aux catastrophes naturelles à grande échelle.
Cobra Gold 2020 a introduit une nouvelle opération de neutralisation des mines terrestres et la participation de l’avion de combat F-35B Lightning II du Corps des Marines et des systèmes de roquettes d’artillerie à haute mobilité. L’objectif du HIMARS est de mener une formation bilatérale au niveau de la batterie sur le système d'armes, en développant l’interopérabilité entre les États-Unis, la Royal Thai Air Force (RTAF) et d’autres pays et partenaires de la région. La poursuite d’exercices tels que Cobra Gold démontre l’engagement du Royaume de Thaïlande et des États-Unis envers leur alliance de longue date.
Les dirigeants et les commandants des pays indo-pacifiques participant à Cobra Gold 2020 se sont réunis pour prononcer le discours final et se serrer la main alors que l’exercice de deux semaines se terminait à Ban Dan Lan Hoi, Royaume de Thaïlande, le 6 mars 2020.

## Résultats
Depuis la fin de la guerre du Vietnam, les États-Unis ne se sont engagés que dans une seule intervention militaire très mineure dans la région Pacifique, ce qui rend difficile de juger de l’efficacité de Cobra Gold dans l’amélioration des capacités de combat et de la coordination.
Cobra Gold s’est avéré efficace pour améliorer la réponse militaire coordonnée aux catastrophes naturelles, y compris le tsunami de 2004 dans l’océan Indien, le tsunami du Tōhoku de 2011 et les secours aux Philippines après le passage du typhon Haiyan en novembre 2013.